# Jondunghö

Lámpások a Jondunghö fesztivál idején Szöulban

A Jondunghö (연등회 燃燈會 jelentése: „lótuszlámpás-ünnepség”) egy buddhista hagyomány, melyet évente a holdnaptár szerinti 4. hónap 8. napján, Sákjamuni Buddha születésnapján tartanak Dél-Koreában. Ilyenkor lámpásokat gyújtanak és azokat felakasztják a házakra, utcákra és templomokban is, ezzel ünnepelve Buddhát. Az ünnepséget 2012 óta Eszmei kulturális örökségnek tartják, 2020-ban pedig az UNESCO a világörökség részévé nyilvánította.

## Eredet
A lótusz lámpás felajánlások a buddhizmus kezdetétől fontos részét képeztek az ünnepségeknek, hiszen felöleli azon indiai szokásokat, melyben vizet, tömjént, virágot, lámpást és a brahmanizmus isteneinek ételt ajánlanak fel A Lótusz szútra érdemeit a korai Szoszüng szútrából, a "Dzsongilahamkjong" -ból írták le, és a Nagy szútra létrehozása szilárdan megalapozta a Lótusz szútrát, mint a páramitá egyikének a gyakorlását. Az Avatamszaka-szútra részletesebb leírást tartalmaz a lámpások és buddhista erények típusairól, illetve a Bulszolsidünggongdok-szútráról (불설시등공덕경 佛說 施 燈 功德 經), amire Lótusz szútra szentírásaként is utalnak, és az utóbbival foglalkozva hoztak létre. Ez a szentírás tartalmazza Buddha prédikációját Sári Buddhának a lámpások látásának erényéről. Ha egy buddhista pagodánál lámpást gyújtunk, még ha kisebb is, ha a buddhista erényünk nagy, akkor nagy szerencse ér, a halál után a Trāyastriṃśaban születünk újjá, illetve ötféle tisztaságot érünk el. Úgy tartják, ha Buddha előtt egy olyan fényt látunk meg, amit már mások is láttak előttünk, és a hitünk tiszta és boldogok vagyunk, 8-féle tünetet kapunk.
Továbbá egy történetben is a megjelenik a lámpásgyújtás, mely szerint egy szegény asszony, Hjon Vu-kjong meggyújtott egy szegényes, egyszerűbb lámpást Buddha születésnapjára. Bár a lámpása nem a legszebb volt, az odaadása mégis olyan nagy volt, hogy míg a király által felajánlott lámpásokat egytől-egyig egy erős eső eloltotta, az asszonyét nem, így az égett tovább. Ezzel a történettel gyakran az erényesség fontosságát szemléltetik. Az 5. század elején pedig egy kínai Dongdzsin városából származó szerzetes, Bop-hjon, aki elhagyta Gubopot, hogy Indiába mehessen, a negyedik hónap nyolcadik napján Buddha és Bódhiszattva előtt ünneplést kezdett lótuszlámpással és hangszerrel kísért zenével, ami aztán egész este tartott.
Eleinte a lótuszlámpás csak egyike volt a számos felajánlásnak (virágok, tömjén, ruházat, disz zászlok, hangszeres zene stb.), de ahogy a mahájána buddhista mozgalom egyre aktívabbá vált, a buddhista események aránya is növekedett. Mivel a ezek nemcsak vallási rituáléként működnek, hanem a csoportok közötti szolidaritás fokozását is segítik, ezért az ország és régió befolyásos emberei nagyszabású buddhista eseményeket kezdtek megtartani.

## Történelem
Az első feljegyzett ünnepség a Szamguk Szagiban (삼국사기, 三國史記 Három királyság története 1145.) lett megörökítve, ami 866-ban, az Egyesített Silla időszakában történt, Kyongmun uralkodásának 6. évében. Ebben az időszakban kínai hatásra, a lámpásokat az első teliholdkor, a holdnaptár első hónap 15. napján, gyújtották meg és nem Sákjamuni Buddha születésnapján. Hivatalos buddhista ünneppé Vanggon király tette meg a Korjó királyság (918 – 1392) idejében. Ekkor egy többnapos ünnep volt az újév első teliholdjának napjaiban, ekkor vette fel a fesztivál jellegét, és ezen a lakosság bármely tagja részt vehetett, a királyi palotát pedig rengeteg lámpással díszítették.
A Csoszon időszakban (1392-1910) a konfucianizmus megerősödött, ezzel a buddhizmus háttérbe szorult, illetve elnyomottá vált. Jonszangun király idején a fővárosban bezárták az összes buddhista templomot, Indzsong király idején pedig megtiltották a buddhista szerzetesnek a fővárosba való belépést. Azonban Sákjamuni Buddha születésnapján, negyedik holdhónap 8-án ezeket a korlátozásokat enyhítették. Ezen a napon meg tudták látogatni a templomokat, részt vehettek Buddha megtisztelésében, és a lámpás fesztiválon is, melyeket akár a közeli hegyekről nézhettek végig. Az ünnepséghez a felkészülés már napokkal előtte megkezdődött, bambuszból csináltak lámpásokat, melyeket magánházak és hivatali épületek elé akasztottak ki, a magánházak előtt a lámpások száma az ottlévő gyerekek számával egyezett meg, ezek Buddha születésnapját követő napig égtek. A japán gyarmatosítás idején a felvonulás is a fesztivál részévé vált.
1975-ben hivatalos nemzeti ünneppé tették Sákjamuni Buddha születésnapját, így a következő évtől kezdve a lámpás fesztiválok Koreai szerte újból feléledtek. 1996-ban a Csogjesza rend szervezett egy lámpás fesztivált, mely a Tongdemun stadiumtól a Csogjesza templomig tartó útvonalon zajlott, és máig ezt az útvonalat követi. Ez egy évente megrendezett eseménnyé nőtte ki magát, mely Korea szerte lámpás fesztiválként (jondunghö) vált köztudottá. Jelenleg ez a legnagyobb vallásos esemény Koreában.

## Jellegzetesség
Eredetileg a fesztivál alkalmával Sákjamuni Buddha születését ünneplik meg, ekkor papír lámpásokat akasztanak ki, és gyújtanak meg. melyeket a házakra és épületekre aggatnak ki, ami egy bevett szokás buddhista országokban. A buddhizmusban a lámpások Buddha bölcsességének szimbólumai, mely felvilágosítja az egész világot. Ezeket már Sákjamuni Buddha életében is használták az ő ünneplésére. Ez a fajta gyakorlat Indiából származik, ahol szokás szerűen vizet, tömjént, virágokat, lámpásokat és ételt is mind felajánlottak áldozati ajándékként a Brahman istenségeknek. Így a lámpások már a buddhista hit kezdetétől a szertartások kötelező elemévé váltak.

## Programok

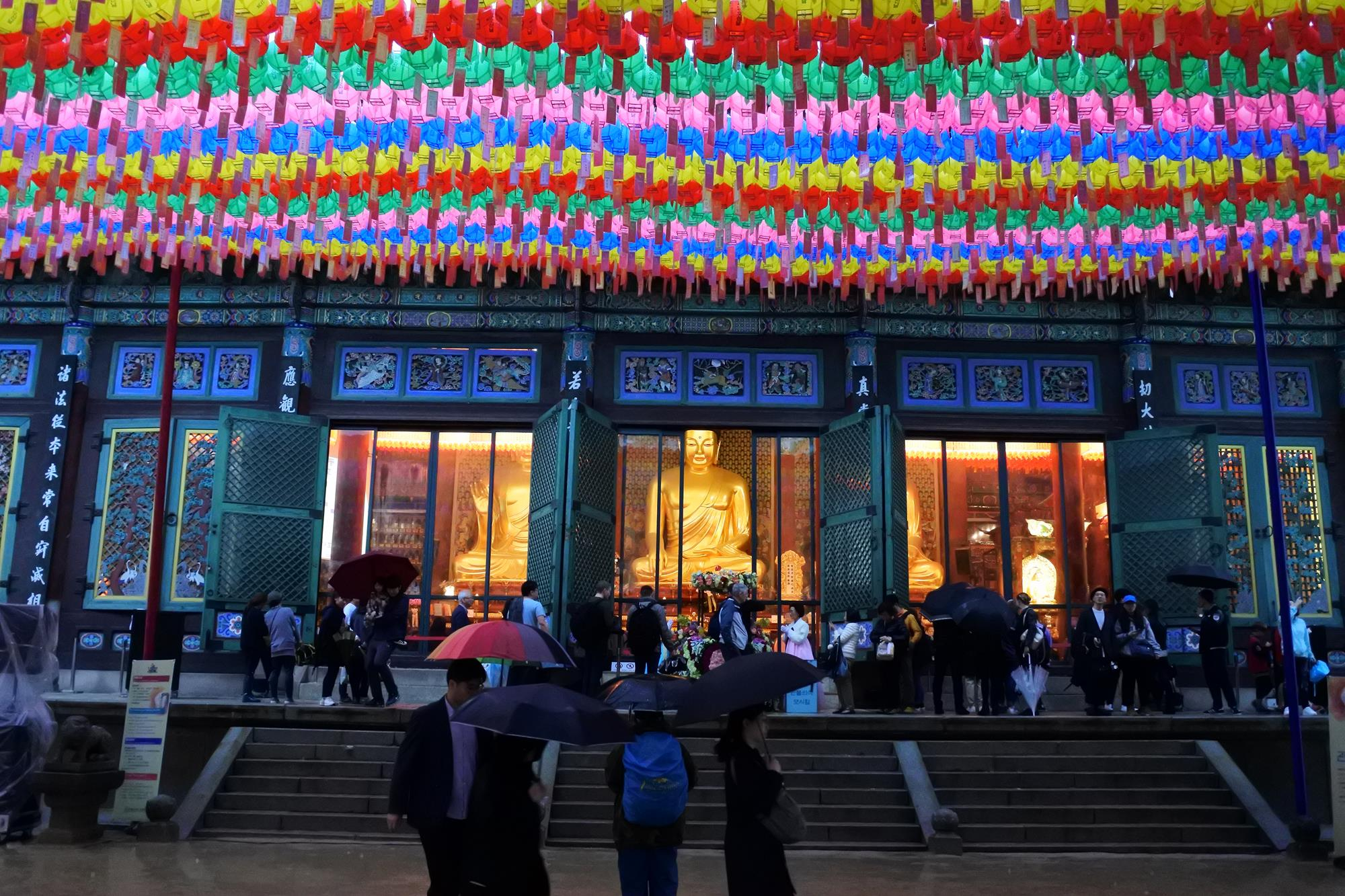
Jondunghö a Csogjesza templomnál

Ma a Lótusz Lámpás fesztivál alkalmával a felvonuláson kívül különböző programokon is részt lehet venni. Az ünnepséget az Oullimmadang (어울림마당) dharma szertartással kezdik, vagyis a kis Buddha szobor megfürdetésével, amit zenés éljenző előadással kísérnek. Ezután veszik kezdetüket a különféle közösségi programok. Meg lehet nézni egy kiállítást az elkészült lámpásokról, melyeket a hagyományos koreai papírból, handzsiból (한지/韓紙) készítenek el, illetve részt lehet venni a parádén, mely a Tongdemuni stadiumtól a Csogjesza templomig tart. Ide akár saját lámpással is lehet menni, amivel jókívánságokat kérhetünk magunknak, családtagjainknak, szomszédjainknak, de akár az egész nemzetnek is. A felvonulás a Höhjanghanmadanggal (회향한마당) zárul, ekkor virágszirmokat, mint Buddha áldását szórják le az égből a lámpások által megvilágosodott világra.
A fentiek mellett különböző hagyományos kulturális események is vannak, melynek során meg lehet ismerkedni a koreai kultúrával, ételekkel és szokásokkal. Az utcai fesztiválon hagyományos módon készült mindennapi tárgyakat lehet megnézni és kipróbálni. Emellett hagyományos zenés előadásokat is részt lehet venni.

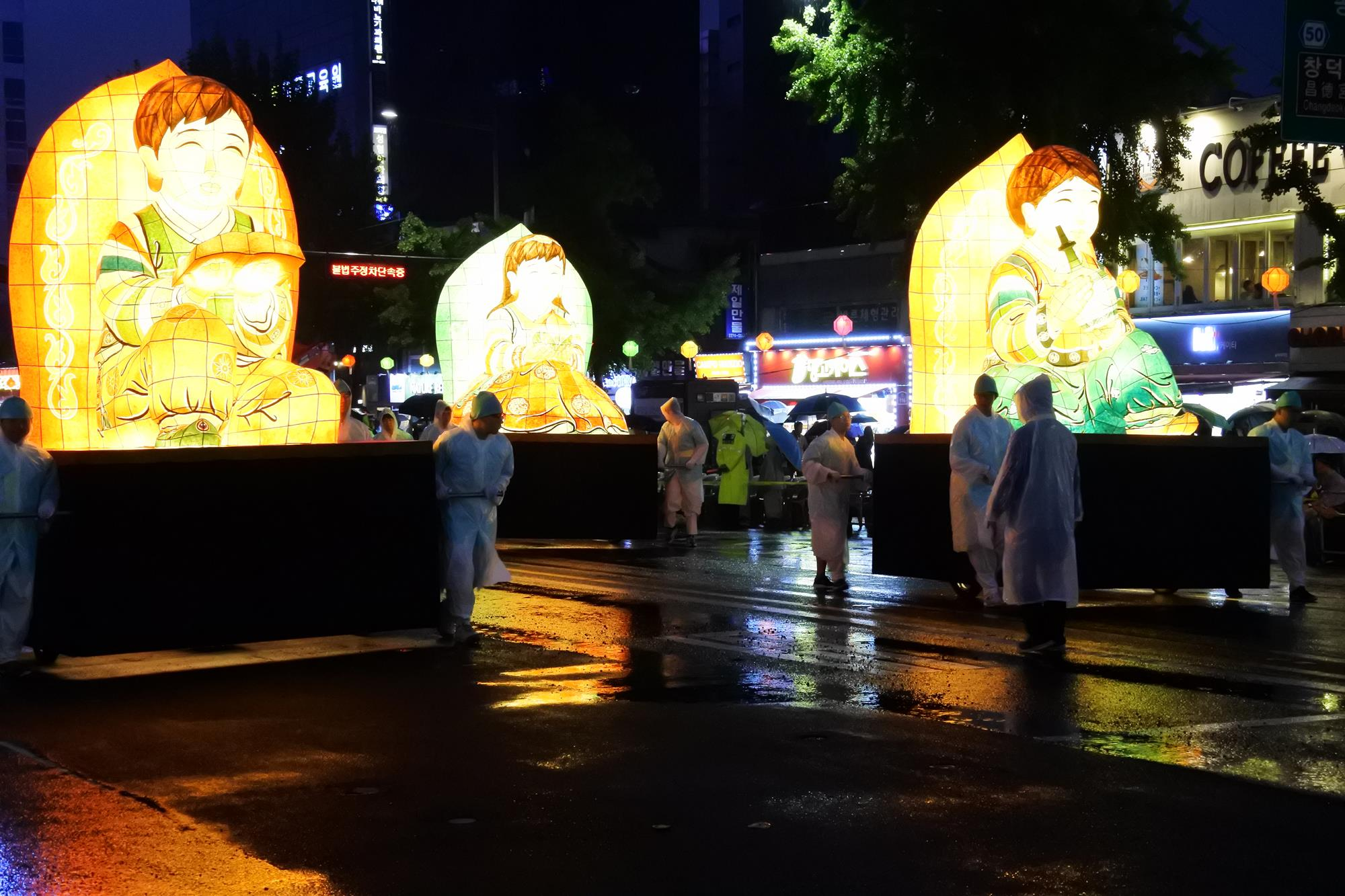
Lámpások a meneten Szöulban

Lámpás a fesztivál idején
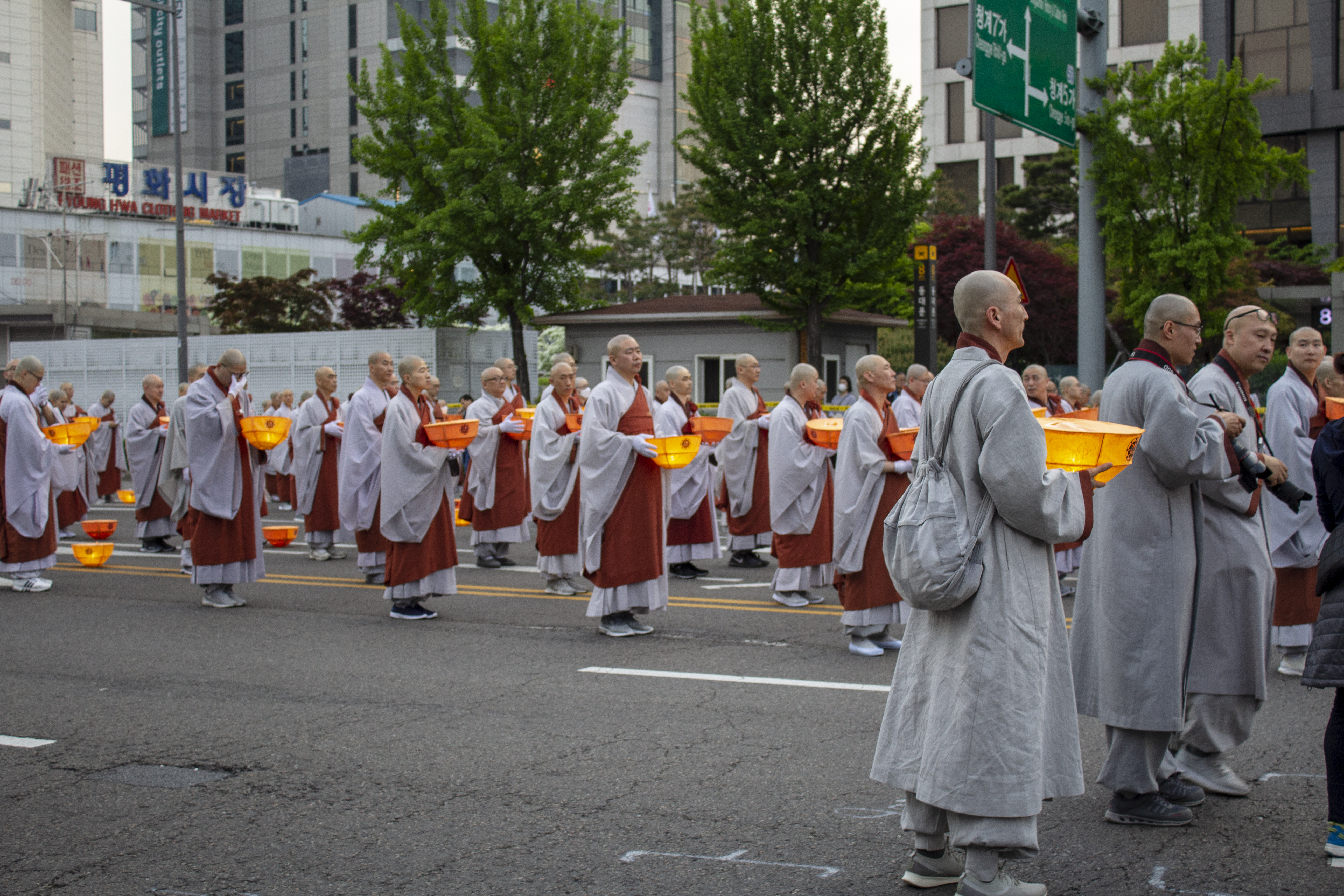
Buddhista szerzetesek felvonulása
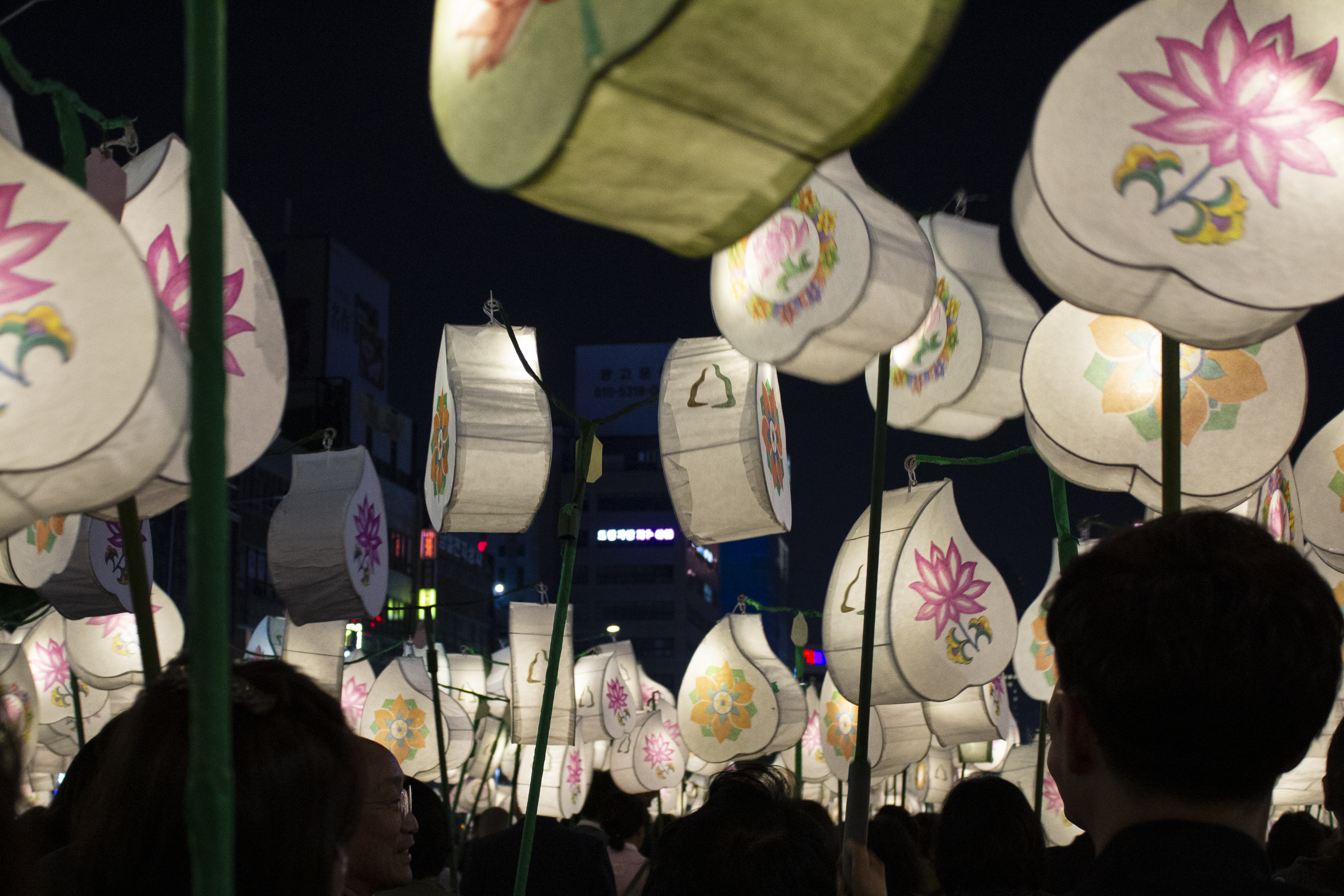
Lámpások
Koreai hethe/hecshi mitikus védőállat lámpása
Sárkány lámpások